# Карл Шмідт
Карл Ернст Шмідт (нім. Karl Ernst Smidt; 30 серпня 1903, Ноєнгаус — 11 січня 1984, Фленсбург)— німецький офіцер, капітан-цур-зее крігсмаріне, контрадмірал бундесмаріне. Кавалер Лицарського хреста Залізного хреста.

## Біографія
Син пастора Райнгарда Шмідта. 31 березня 1932 року вступив на флот. З 1929 року служив на торпедному катері «Люкс». З 1931 року — інструктор в Кілі. В 1933/34 і 1934/35 роках здійснив навколосвітні плавання на легкому крейсері «Карлсруе». З вересня 1935 по 16 березня 1937 року — командир торпедного катера «Ягуар». В 1936/37 роках брав участь у громадянській війні в Іспанії.
З 4 березня 1939 року — командир есмінця «Еріх Гізе». 13 квітня 1940 року корабель Шмідта був потоплений під час битви за Нарвік. З 9 серпня 1940 по 4 лютого 1941 року — 2-й офіцер Адмірал-штабу командування групи ВМС «Захід». З 36 лютого 1941 по серпень 1942 року — командир есмінця Z27. З 9 серпня 1942 року і до кінця війни — начальник відділу кадрів головнокомандування ВМС «Північне море».
З червня 1945 по 31 березня 1946 року — начальник адміністрації з розмінування в Західній Німеччині. Потім готувався стати пастором, проте в 1947 році був найнятий французькою окупаційною владою і призначений начальником верфі в Занкт-Гоарі. З 1952 року працював в міністерстві транспорту Рейнланд-Пфальцу.
1 лютого 1956 року повернувся на флот і був призначений начальником відділу кадрів. З 1957 року працював у Федеральному міністерстві оборони в Бонні. З 1 квітня 1961 року — командувач силами НАТО на Балтійському морі. З 1 вересня 1961 року — головнокомандувач НАТО німецького флоту на Балтійському і Північному морях. На цій посаді Шмідт здійснив численні візити за кордон і організував декілька маневрів німецького флоту з флотами інших країн-членів НАТО. В червні 1962 року Шмідт ініціював «День флоту» і дозволив цивільним відвідати військові кораблі. 30 вересня 1963 року вийшов у відставку.
З 1 квітня 1964 по 1975 рік — федеральний комісар Морського управління Фленсбурга і Любека. В 1965/70 роках — голова місцевої групи Товариства військових досліджень в Рендсбурзі, одночасно був членом декількох інших товариств. В 1970 році вступив в ХДС. Помер під час відвідування історико-тактичної конференції у Фленсбурзі, за день до запланованої промови.

## Звання
- Морський кадет (31 березня 1922)
- Фенріх-цур-зее (1 квітня 1924)
- Оберфенріх-цур-зее (1 квітня 1926)
- Лейтенант-цур-зее (1 жовтня 1926)
- Оберлейтенант-цур-зее (1 липня 1928)
- Капітан-лейтенант (1 червня 1934)
- Корветтен-капітан (1 березня 1938)
- Фрегаттен-капітан (1 березня 1942)
- Капітан-цур-зее (1 червня 1943)
- Адмірал флотилії (6 березня 1959)
- Контрадмірал (31 жовтня 1961)

## Нагороди
- Медаль «За вислугу років у Вермахті» 4-го і 3-го класу (12 років; 2 жовтня 1936) — отримав 2 медалі одночасно.
- Іспанський хрест в бронзі з мечами (6 червня 1939)
- Орден морських заслуг (Іспанія) білого дивізіону з мечами (21 серпня 1939)
- Орден військових заслуг (Іспанія) 2-го класу в сріблі (21 серпня 1939)
- Залізний хрест
  - 2-го класу (6 листопада 1939)
  - 1-го класу (9 грудня 1939) — «за рішучу та сміливу поведінку під час керівництва своїм есмінцем у торговій війні.»
- Нагрудний знак есмінця (19 жовтня 1940)
- Нарвікський щит (16 листопада 1940)
- Орден Корони Італії, офіцерський хрест (11 березня 1941)
- Німецький хрест в золоті (20 листопада 1941)
- Лицарський хрест Залізного хреста (15 червня 1943)
- Авіський орден, великий хрест (Португалія; 21 листопада 1961)
- Орден «За заслуги перед Федеративною Республікою Німеччина», командорський хрест (14 серпня 1963)